# Sonson (kommun)
Sonson är en kommun i Colombia.   Den ligger i departementet Antioquía, i den centrala delen av landet, 160 km nordväst om huvudstaden Bogotá. Antalet invånare är 38 779.